# Grijze kroongors
De grijze kroongors (Coryphospingus pileatus) is een zangvogel uit de familie Thraupidae (tangaren).

## Verspreiding en leefgebied
Deze soort telt 3 ondersoorten:
- C. p. rostratus: centraal Colombia.
- C. p. brevicaudus: van noordelijk Colombia tot noordelijk Venezuela.
- C. p. pileatus: centraal en oostelijk Brazilië.